# أوزفالدو ميراندا
أوزفالدو ميراندا (بالإسبانية: Osvaldo Miranda)‏ هو ممثل أرجنتيني، ولد في 3 نوفمبر 1915 ببوينس آيرس في الأرجنتين، وتوفي بنفس المكان في 20 أبريل 2011.

## وصلات خارجية
- أوزفالدو ميراندا على موقع IMDb (الإنجليزية)
- أوزفالدو ميراندا على موقع ألو سيني (الفرنسية)
- أوزفالدو ميراندا على موقع أول موفي (الإنجليزية)
- أوزفالدو ميراندا على موقع قاعدة بيانات الفيلم (الإنجليزية)